# Michel Autrand
Pour les articles homonymes, voir Autrand.
Michel Autrand, né le 29 août 1934 à Oullins et mort le 10 août 2022 à Nyons, est un historien de la littérature.

## Biographie
Né le 29 août 1934 à Oullins, ancien élève de l'École normale supérieure (L 1953) et agrégé de lettres (1956), Michel Autrand est docteur (1970) et docteur d'État ès lettres (1975).
Spécialiste de Paul Claudel,,,, André Malraux ou Jules Renard, il a notamment édité les œuvres d'Antoine de Saint-Exupéry dans la Bibliothèque de la Pléiade,. Il enseigne successivement à Bordeaux-III, Poitiers, Paris-X et Paris-IV ; il prend sa retraite en 2000.
Il a présidé la Société Paul Claudel jusqu'en 2005.
Il est l'époux de l'historienne française Françoise Autrand.

## Publications

### Ouvrages
- Le Cid et la classe de français, Paris, CEDIC, 1977 (BNF 34595920).
- Protée de Paul Claudel, Paris, Les Belles Lettres, 1977 (BNF 34598273).
- L'Humour de Jules Renard, Paris, Klincksieck, 1978 (BNF 34624118). Prix Roland de Jouvenel de l’Académie française en 1981
- Le Dramaturge et ses personnages dans le Soulier de Satin de Paul Claudel, Paris, Lettres modernes, 1987 (BNF 34930396).
- Le Soulier de Satin. Étude dramaturgique, Paris, Honoré Champion, 1987 (BNF 34940059).
- Le XXe siècle, littérature française, Nancy, Presses universitaires de Nancy (BNF 35580757).
- Le Théâtre en France de 1870 à 1914, Paris, Honoré Champion, 2006 (BNF 40114589).